# Sadangwetan
Sadangwetan is een bestuurslaag in het regentschap Kebumen van de provincie Midden-Java, Indonesië. Sadangwetan telt 1255 inwoners (volkstelling 2010).